# ألفارو
ألفارو (بالهولندية: Alvaro)‏ هو دي جيه ومنتج أسطوانات وملحن هولندي، ولد في 27 يناير 1987 في أمستردام في هولندا.

## وصلات خارجية
- الموقع الرسمي
- ألفارو على موقع ميوزك برينز (الإنجليزية)
- ألفارو على موقع ديسكوغز (الإنجليزية)